# Unkürrekt
Unkürrekt war eine österreichische Comedy-Fernsehsendung, die zwischen 2003 und 2004 gedreht und auf dem Sender ATVplus ausgestrahlt wurde.

## Konzept
Die Sendung orientiert sich an Formaten wie Trigger Happy TV, Echt fett oder Comedystreet, inszeniert aber wesentlich provokantere Situationen. Das Konzept unterscheidet sich insofern, als die Hauptpersonen als stereotype, zumeist dümmliche und vulgäre Immigranten auf den Straßen Wiens fungieren. Die Sendung ist in verschiedene Rubriken unterteilt. 2004 entschied sich ATVplus die Serie aufgrund sinkender Quoten nicht fortzuführen.

## Rezeption
„Authentisch – „Unkürrekt“ versteht sich als „politisch völlig unkorrektes“ Guerilla-Comedy-Format.“

„Angesichts der ersten Folge, in der Passantinnen Brustvergrößerung zum Diskontpreis oder Sex mit einem verzweifelten Rucksacktouristen angeboten wurde, kann man nur hoffen, dass das noch besser wird.“